# 招魂
招魂，是一種在人死亡後所舉行的傳統儀式，該儀式現多見於東亞地區。
在臺灣及香港地區，該儀式通常由死者親屬在其死亡地點委請道士或和尚主持，並由親屬持幡招魂。
在香港地區，如果死亡地點在街外，眾人還會為亡者進行路祭，其主要目的是招魂；而且，實行此儀式者經常來自各信仰背景。

## 歷史
在史料的記載中，招魂儀式起源非常早。《楚辭》即有《招魂》一章。周代的一些文獻中就說，死者親屬要從前方升屋去招魂，手拿死者的衣服面北呼叫，如果死者是男的，就呼名呼字，連呼三聲，以期望死者的魂魄返回於衣，然後從屋的後面下來，把衣服敷在死者的身上，這件衣服又叫做“腹衣服”。這件“衣服”被人所穿著，染上了人的肌膚香澤，有著肉體和氣息的雙重聯繫；魂魄也許會被它所吸引，依著熟悉的味道或形狀而歸附回來。《南齊書·張融傳》記載張融“遺令人捉麈尾登屋復魂，曰：‘吾生平所善’”。
泰傣民族民间信仰的“拴线仪式”也译为“招魂”。據說過去的傣族，幾乎家家都準備著叫魂的“魂籮”，招魂的時候，就把死者生前的衣服裝在竹籮裡，放上白米和白線，表示要把靈魂提回來。

## 外部鏈結
- 招魂- 教育百科 （页面存档备份，存于）
- 招魂旛- 教育百科 （页面存档备份，存于）
- 揚幡招魂- 教育百科 （页面存档备份，存于）
- 招魂- 萌典 （页面存档备份，存于）
- 招魂儀式- YouTube
- 招魂 - iTaigi 愛台語 （页面存档备份，存于）

### 延伸

#### 作品
- 王勇Wang Yong【招魂】Official Music Video - YouTube （页面存档备份，存于）

#### 閱讀
- 生命最後告別的情義：談路祭豬哥亮儀式與其它– 民俗亂彈 （页面存档备份，存于）